# 大立大殿
大立大殿（うぷだてぃうぷとぅぬ、生年不詳 - 1477年?）は、15世紀の宮古島の首長である。大里大殿とも表記する。
泰川大殿の第3子で、白川氏の祖である与那覇勢頭豊見親の孫にあたる。母は久栄免嘉。童名は真佐利。父泰川大殿が病のために隠棲し、2人の兄も早世したため、与那覇勢頭豊見親を継いで白川氏第2世として宮古島を統治した。長期に渡る安定政権を維持して、琉球王府との交流も積極的に行い、天順年間（1457年-1464年）に中山王から宮古島首長に任じられた。また、幼少期の仲宗根豊見親を見出して養子とし、後継者とした。
津波から宮古島を守るため、自らの墓を平良西側の岸壁に作らせたと伝えられている。大立大殿の巨石墓は大立大殿みゃーかと呼ばれ、宮古島市の史跡に指定されている。現在の平良港入口、ホテルアトールエメラルドの向かい側に位置しており、道路整備で周囲が掘り下げられたため台上に置かれたようになっている。